# NGC 2619
NGC 2619 (również PGC 24235 lub UGC 4503) – galaktyka spiralna z poprzeczką (SBbc), znajdująca się w gwiazdozbiorze Raka. Odkrył ją William Herschel 12 marca 1785 roku. Jest to galaktyka aktywna.